# Chopine (Einheit)
Die Chopine war der  altfranzösische Schoppen und als Flüssigkeitsmaß gehörte sie zu den kleineren Einheiten.
Im Weinhandel waren 1 Chopine = 11 ¾ Pariser Kubikzoll = 0,232 Liter
- 1 Chopine = 2 Poissons = 8 Roquilles

Die Roquilles  als kleinstes Hohlmaß war 1 9/20 Pariser Kubikzoll = 0,029 Liter groß.